# Mohammed Al-Breik
Mohammed Ibrahim Al-Breik (en árabe: محمد البريك‎; 15 de septiembre de 1992) es un futbolista saudí que juega en la demarcación de defensa para el Neom S. C. de la Liga Profesional Saudí.

## Biografía
Tras formarse como futbolista desde 2009 en las filas inferiores del Al-Hilal Saudi F. C., finalmente en 2014 ascendió al primer equipo. Dado que no llegó a disputar ningún partido con el club, el 2 2015 se marchó en calidad de cedido al Al-Raed Saudi F. C., donde disputó trece partidos. Tras volver al Al-Hilal Saudi F. C., anotó su primer gol como futbolista el 20 de octubre de 2015 contra el Al-Taawoun.

## Selección nacional
Hizo su debut con la selección de fútbol de Arabia Saudita el 24 de agosto de 2016 en un encuentro amistoso contra Laos que finalizó con un resultado de 4-0 a favor del combinado saudita tras los goles de Taisir Al-Jassam, Mohammed Al-Sahlawi, Ali Awagi y de Housain Al-Mogahwi. El 4 de junio el seleccionador Juan Antonio Pizzi le convocó para disputar la Copa Mundial de Fútbol de 2018, donde llegó a disputar tres partidos.

### Participaciones en Copas del Mundo
| Mundial              | Sede  | Resultado    | Partidos | Goles |
| -------------------- | ----- | ------------ | -------- | ----- |
| Copa Mundial de 2018 | Rusia | Primera fase | 3        | 0     |
| Copa Mundial de 2022 | Catar | Primera fase | 2        | 0     |

### Goles internacionales
| # | Fecha                | Estadio                                         | Oponente | Gol | Resultado | Competición |
| - | -------------------- | ----------------------------------------------- | -------- | --- | --------- | ----------- |
| 1 | 7 de octubre de 2017 | King Abdullah Sports City, Yeda, Arabia Saudita | Jamaica  | 4–1 | 5–2       | Amistoso    |

## Clubes
| Club                         | País           | Año       | Partidos | Goles |
| ---------------------------- | -------------- | --------- | -------- | ----- |
| Al-Hilal Saudi F. C.         | Arabia Saudita | 2014-2015 | 0        | 0     |
| Al-Raed Saudi F. C. (cedido) | Arabia Saudita | 2015      | 13       | 0     |
| Al-Hilal Saudi F. C.         | Arabia Saudita | 2015-2024 | 301      | 13    |
| Neom S. C.                   | Arabia Saudita | 2024-     | 25       | 0     |

## Palmarés

### Campeonatos nacionales
| Título                               | Club                 | País           | Año  |
| ------------------------------------ | -------------------- | -------------- | ---- |
| Supercopa de Arabia Saudita          | Al-Hilal Saudi F. C. | Arabia Saudita | 2015 |
| Copa del Príncipe de la Corona Saudí | Al-Hilal Saudi F. C. | Arabia Saudita | 2016 |
| Copa del Rey de Campeones            | Al-Hilal Saudi F. C. | Arabia Saudita | 2017 |
| Liga Profesional Saudí               | Al-Hilal Saudi F. C. | Arabia Saudita | 2017 |